# Exilados de Salzburgo

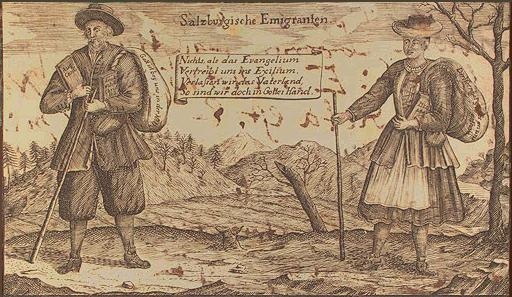
Exilados de Salzburgo

Os Exilados de Salzburgo foram um grupo de refugiados protestantes expulsos do Arcebispado de Salzburgo no século XVI.

## Antecedentes
Em 1525, a Reforma Protestante, no principado de Salzburgo, havia encontrado muitos adeptos. Porém o arcebispo Matthew Lang e seus sucessores tentaram suprimi-los à força. Além dele,  Michael von Kuenburg, Johann Jakob von Kuen-Belasý, Georg von Kuenburg e Wolf Dietrich de Raitenau tomaram uma série de medidas severas contra os protestantes na contrarreforma e Rekatholisierung.
Wolf Dietrich expulsou os protestantes da cidade, em 1588. Em 1600, poucos protestantes (cripto-protestantes) viviam em Salzburgo . Além dele, o arcebispo Max von Gandolf Kuenburg deportou os protestantes de Dürrnberg e de Defereggen, entre 1684 e 1690.

## A expulsão
.

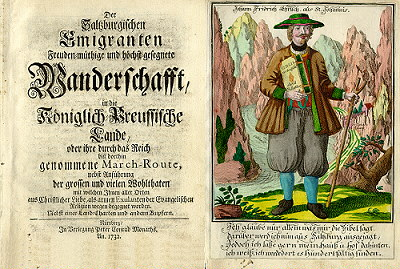
Exilados de Salzburgo

O arcebispo Leopoldo Anton von Firmian tentou converter os protestantes em 1729, utilizando missionários jesuítas. Porém, passou progressivamente a tomar medidas mais violentas, visto que os protestantes recusavam a conversão, reunindo 6000 soldados austríacos. No verão de 1731 uma delegação evangélica de Salzburgo, a caminho de uma audiência com o Imperador em Viena, foi capturada e presa. Em 5 de agosto de 1731 foi publicado o Treuschwur der evangelischen Salzburger(Juramento de lealdade dos evangélicos de Salzburgo) dando aos protestantes (em sua maioria seguidores da Confissão de Augsburgo) a opção de se converterem ao catolicismo ou seriam expulsos do país.
O Corpus Evangelicorum porém exigiu que fosse cumprido o acordado na Paz da Vestfália, em que era dado um prazo de três anos para a emigração, entretanto o Arcebispo, em meados de novembro de 1731, deu aos cidadãos locais somente três meses para partirem. Aqueles sem bens foram presos sem aviso prévio e muitas vezes imediatamente deportados à força da região.
Apenas a oposição dos príncipes protestantes, especialmente do rei Frederico Guilherme I da Prússia, que em 2 de fevereiro de 1732 emite sua Preußisches Einladungspatent (Edito Convite Prussiano) faz com que seja permitido aos exilados levarem seus bens móveis.
No final do outono de 1731, a primeira leva de 4000 servos e empregadas foi presa e imediatamente deportada. Em abril de 1732 o foco foi os artesãos e famílias de agricultores. Quase um quarto dos deportados não sobreviveu à marcha árdua, na sequência da expulsão. 

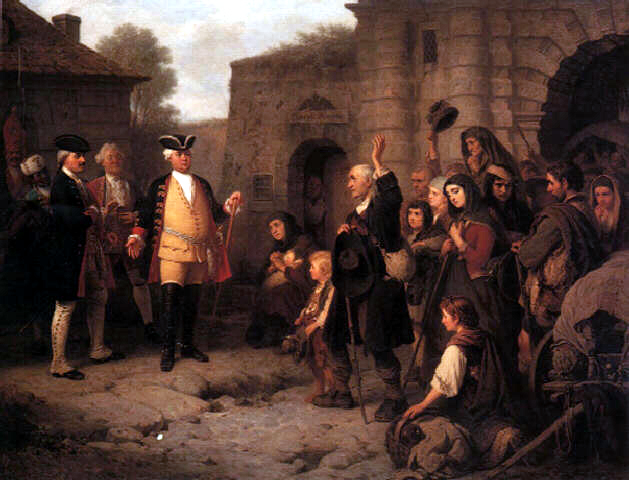
Recepção dos protestantes exilados de Salzburgo por Frederico Guilherme I da Prússia, em Berlim, 30 de abril de 1732, na Leipziger Tor. Pintura de Konstantin Cretius

Um total de mais de 30.000 pessoas deixaram a província de Salzburgo, estima-se que mais de um quinto das pessoas expulsas tenha morrido durante a árdua marcha. A maioria (17.000) encontrou um novo lar na Prússia Oriental. Frederico que estava colonizando os territórios da Prússia oriental, incluindo a Lituânia recebeu os emigrados de braços abertos, com a esperança que isto incentivasse também outros protestantes germânicos a emigrar para a região. Os agricultores carentes receberam do rei prussiano um pedaço de terra, os artesãos puderam exercer livremente sua atividades nas cidades.

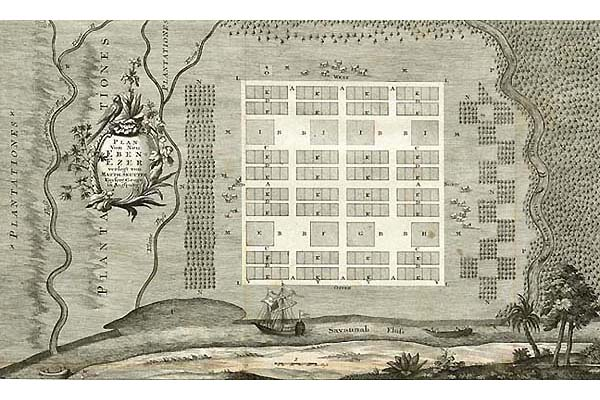
A colônia Ebenezer, perto de Savannah.

Além disso várias centenas de luteranos de Salzburgo, sob a liderança do pastor Samuel Urlsberger de Augsburgo, encontraram refúgio nos Estados Unidos, na Geórgia, tendo se estabelecido perto da cidade de Savannah, na  colônia Ebenezer.
Alguns outros exilados emigraram para a Holanda. Destes 59 foram selecionados e se estabeleceram em Walcheren e formaram uma pequena comunidade. Outros 300 emigrados se estabeleceram em Breskens, no inverno de 1733. Após alguns desentendimentos, sobraram pouco mais de 200.
Somente em 1740, instado pela atenção do rei da Prússia, os emigrantes tiveram suas perdas parcialmente compensadas. Embora a expulsão tivesse estado em conformidade com a legislação do reino "cuius regio, eius religio". O príncipe tinha o direito de determinar a religião de seus súditos, mas as circunstâncias da expulsão (inclusive o não cumprimento dos prazos acordados), provocou desgosto por toda Europa.
A elevada perda de população, por causa da expulsão, trouxe graves conseqüências econômicas para o arcebispado de Salzburgo
Goethe escreveu Hermann e Dorothea que trata do episódio da emigração forçada de Salzburgo.

## Outras deportações

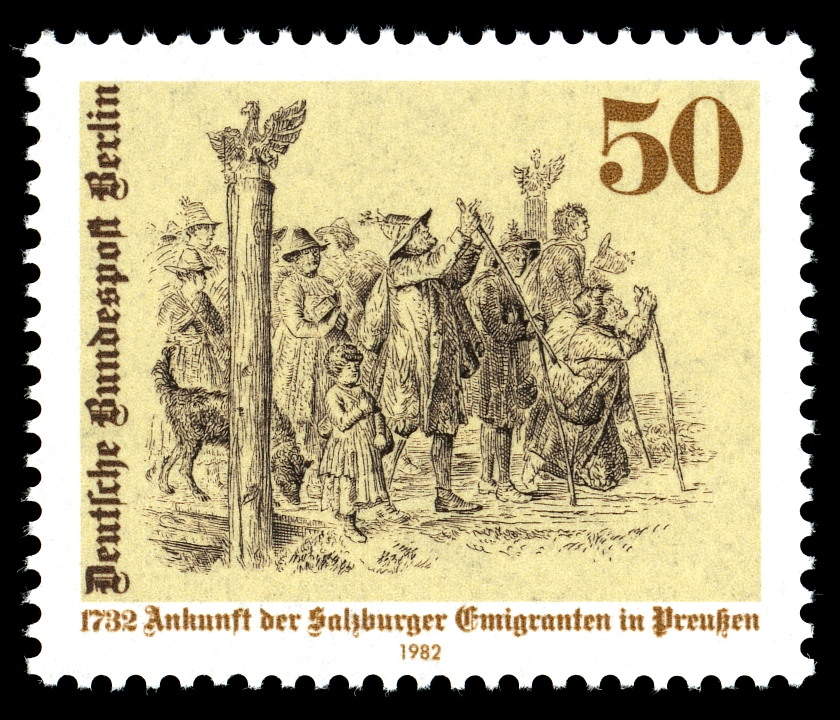
Selo alemão sobre a deportação, 1982

Entre 1732 e 1772, o principado continuou expulsando os "condenados" protestantes.
Os últimos protestantes da Arquidiocese de Salzburgo  foram expulsos em 1837, durante o Zillertal Tiroler (violando o Edito de Tolerância do imperador José II). Uma grande força foi reunidas pelo arcebispo de Salzburgo Príncipe Schwarzenberg e o imperador Fernando I da Áustria para efetivar a expulsão dos Zillertaler Inklinanten .